# Suez Ciment
Maillots
Le Suez Ciment (en arabe : اسمنت السويس) est un club égyptien de football fondé en 1995 et basé dans la ville de Suez.
Le club évolue dans un stade de 25 000 places, le Suez Stadium.

## Histoire
Le club (Asmant Al Suwais en arabe) est fondé en 1995 par la compagnie égyptienne "Suez Ciment", à qui l'équipe appartient.
Le club évolue pendant 4 saisons en première division entre 2004 et 2008. Il obtient son meilleur classement en Division 1 lors de la saison 2004-2005, où il se classe 5e du championnat, avec 10 victoires, 7 matchs nuls et 9 défaites.

## Palmarès
- Néant